# Multillicència
La llicència múltiple és la pràctica de distribuir programari sota dos o més conjunts diferents de termes i condicions. Això pot significar diverses llicències de programari o conjunts de llicències diferents. Els prefixos es poden utilitzar per indicar el nombre de llicències utilitzades, per exemple, amb llicència dual per a programari amb llicència de dues llicències diferents.
Quan el programari té diverses llicències, els destinataris normalment poden triar els termes en què volen utilitzar o distribuir el programari, però la simple presència de diverses llicències en un paquet de programari o biblioteca no indica necessàriament que el destinatari pugui triar lliurement una o una altra. En alguns casos, especialment quan el programari té múltiples orígens, totes les llicències acompanyades s'apliquen alhora. L'aplicabilitat de les diferents llicències s'ha de comprovar individualment. El distribuïdor pot aplicar o no una tarifa a qualsevol de les opcions. Les dues motivacions habituals per a la multillicència són la compatibilitat de llicències i els models de negoci basats en la segregació del mercat.

## Models de negoci
Les llicències múltiples es fan habitualment per donar suport a models de negoci de programari lliure en un entorn comercial. En aquest escenari, una opció és una llicència de programari privatiu, que permet la possibilitat de crear aplicacions propietàries derivades d'ella, mentre que l'altra llicència és una llicència de programari lliure/codi obert copyleft, per la qual cosa requereix que qualsevol obra derivada s'alliberi sota la mateixa llicència. Aleshores, el titular dels drets d'autor del programari normalment proporciona la versió gratuïta del programari a un cost baix o nul, i es beneficia de la venda de llicències de propietat a operacions comercials que busquen incorporar el programari al seu propi negoci. Aquest model es pot comparar amb shareware.
Atès que, en la majoria dels casos, només el titular dels drets d'autor pot canviar els termes de llicència d'un programari, les llicències múltiple l'utilitzen principalment les empreses que són propietaris íntegras del programari que llicencian. Pot sorgir confusió quan una persona externa a l'empresa crea codi font addicional, utilitzant la llicència menys restrictiva. Com que l'empresa amb el codi oficial no és la titular dels drets d'autor del codi addicional, és possible que no incloguin legalment aquesta obra nova a la seva versió amb llicència més restrictiva. Les empreses poden requerir que els desenvolupadors externs acceptin un acord de llicència de col·laborador abans d'acceptar el seu treball als repositoris oficials de codi font i base de codi.
Els titulars dels drets d'autor d'alguns paquets de programari lliure utilitzen la multillicència que anuncien la seva disposició a distribuir-los utilitzant tant una llicència de programari lliure copyleft com una llicència de programari no lliure. Aquesta última llicència normalment ofereix als usuaris el programari com a programari propietari o ofereix a tercers el codi font sense disposicions de copyleft. Els titulars dels drets d'autor estan exercint el monopoli que se'ls ofereix en virtut dels drets d'autor en aquest escenari, però també utilitzen múltiples llicències per distingir els drets i llibertats que reben els diferents destinataris.
Aquesta llicència permet al titular oferir personalitzacions i llançaments anticipats, generar altres treballs derivats o concedir drets a tercers per redistribuir versions propietat, tot oferint a tothom una versió gratuïta del programari. Compartir el paquet com a programari lliure copyleft pot beneficiar el titular dels drets d'autor en rebre contribucions d'usuaris i pirates informàtics de la comunitat de programari lliure. Aquestes contribucions poden ser el suport d'una comunitat d'usuaris dedicada, màrqueting boca a boca o modificacions que es posen a disposició tal com estipula una llicència copyleft. Tanmateix, el compromís del titular dels drets d'autor d'eludir les disposicions de copyleft i d'anunciar redistribucions de propietat corre el risc de perdre la confiança i el suport dels usuaris de programari lliure.
Exemples de programari amb llicència múltiple inclouen l'IDE NetBeans d'Oracle, la base de dades de MySQL AB, Asterisk, Berkeley DB d'Oracle Corporation, Modelio, ZeroC's Ice, Magnolia CMS, JUCE, wolfSSL, i Qt Software toolkit de desenvolupament.
Descripció d'un exemple específic per il·lustrar les llicències múltiples: Oracle MySQL es presenta en diverses edicions: MySQL Enterprise Edition és una edició comercial, per tant, s'ha de comprar. La llicència només s'ofereix com a subscripció, anomenada MySQL Enterprise Edition Subscription. El mateix s'aplica a MySQL Standard Edition (Subscripció a MySQL Standard Edition) i MySQL Cluster CGE (Subscripció a MySQL Cluster Carrier Grade Edition). Les altres edicions, com MySQL Classic Edition o MySQL Community Edition, són gratuïtes amb algunes restriccions. Per exemple, MySQL Community Edition és una versió que es pot descarregar gratuïtament, disponible sota la llicència GPL i és compatible amb una comunitat de desenvolupadors de codi obert.

## Compatibilitat amb llicències
Un segon ús de la multillicència amb programari lliure és per a la compatibilitat de llicències, permetent que es combinen codis de projectes de programari lliure amb llicències diferents, o bé per oferir als usuaris la preferència d'escollir una llicència.
Alguns exemples inclouen el codi font de Mozilla Application Suite i anteriorment Mozilla Thunderbird i Mozilla Firefox, que han utilitzat tres llicències sota la Mozilla Public License (MPL) 1.1, GNU General Public License (GPL) 2.0 o GNU Lesser General Public License (LGPL) 2.1 actualitzant-se abans a GPL-2. la tri-llicència innecessària. Altres exemples són Perl, que té una llicència dual sota la GPL o llicència artística, i Ruby, la llicència del qual conté una llicència dual GPL explícita.